# St. Benno Verlag
Die St. Benno Buch und Zeitschriften Verlagsgesellschaft mbH ist ein katholischer Buch- und Zeitschriftenverlag sowie ein konfessionelles Versandhandelsunternehmen mit Sitz in Leipzig. Gesellschafter sind die Diözesen Dresden-Meißen, Erfurt, Görlitz und Magdeburg. Der im Jahr 1991 liquidierte Vorgänger war unter dem Namen St. Benno-Verlag der einzige katholische Verlag in der Deutschen Demokratischen Republik.

## Geschichte
Als katholische Beilage zur Sächsischen Volkszeitung erschien in Sachsen von 1927 bis 1941 das St. Bennoblatt des Bistums Meißen. Unter der Redaktion eines Dresdner Pfarrers lebte es nach Ende des Zweiten Weltkriegs im Juni 1945 für kurze Zeit wieder auf, musste aber noch im gleichen Sommer unter der neu eingerichteten sowjetischen Militäradministration wieder eingestellt werden. Daran anknüpfend gab es in Leipzig ab 1947 erste Bemühungen, einen St. Benno-Verlag als GmbH zu gründen.
Am 25. April 1951 erhielt die katholische Kirche in der DDR durch den Leiter des Amtes für Information offiziell die Erlaubnis zur Verlagstätigkeit für konfessionelle Literatur. Lizenzträger war Johann Hötzel, Domkapitular in Bautzen, für das Bistum Meißen. Zwei Wochen später folgte die Genehmigung zur Herausgabe eines katholischen Sonntagsblatts, das als Tag des Herrn zunächst zweiwöchentlich auf acht Seiten im Din-A4-Format erschien. Daneben brachte der Verlag auch das Kirchliche Amtsblatt und in Berlin das St. Hedwigsblatt heraus. Die maßgeblich vom Erfurter Jugendseelsorger Karl Schollmeier und Heinrich Theissing, dem späteren Bischof und Apostolischen Administrator von Schwerin gestaltete Jugendzeitschrift Christopherus wurde 1953 nach nur 10 Ausgaben verboten.
Den Verlagsgründern, also den Bistümern Meißen, Görlitz, Magdeburg, Schwerin und Erfurt, schlossen sich am 3. Mai 1951 auch das Bistum Berlin und das Bischöfliche Kommissariat Meiningen an, so dass schließlich alle katholischen Jurisdiktionsbezirke der DDR vertreten waren. Der im Jahr 1819 gegründete Verlag F. W. Cordier wurde am 8. Dezember 1951 per Staatsentscheid dem St. Benno-Verlag angeschlossen. Am 1. April 1974 wurde das in Heiligenstadt ansässige Verlagshaus auch formell eingegliedert und existierte bis 1991 nur noch als Außenstelle des St. Benno-Verlags weiter. 
Der Aufbau eines umfangreichen Verlagsprogramms startete mit Hilfe westlicher Papierspenden und erreichte bis Ende der 1980er Jahr etwa 100 Neuerscheinungen pro Jahr. Drei Viertel davon waren Lizenzausgaben von Werken aus der Bundesrepublik.
Nach der Wende wurde der DDR-Verlag zunächst liquidiert, dann aber mit einem Teil der Belegschaft unter seinem heutigen Namen erneut gegründet. Im Jahr 1998 erreichte das Unternehmen, vor allem durch den Versandhandel, bereits einen Umsatz von sechs Millionen DM.
Als Franchisepartner von Weltbild plus betrieb der Verlag über mehrere Jahre die Filial-Buchhandlungen der Kette in Gotha, Jena (Einkaufszentrum Burgaupark), Riesa (Einkaufszentrum Elbgalerie), Nordhausen (Einkaufszentrum Südharzgalerie), Sondershausen (Einkaufszentrum Galerie am Schloßberg), Weißenfels und Wernigerode. Im Herbst 2014 beteiligte sich das Finanzunternehmen Droege International Group an der bis dahin vollständig im Eigentum der Kirche stehenden Weltbild-Gruppe und verkaufte rückwirkend zum 1. Februar 2015 etwa die Hälfte des Filialgeschäfts an die Buchhandlung Lesensart Rüdiger Wenk in Ahaus. Parallel dazu reduzierte auch der St. Benno-Verlag sein Filialgeschäft auf die vier Standorte Jena, Riesa, Nordhausen und Wernigerode. Mitte August 2016, nachdem die Zukunft der letzten bei St. Benno verbliebenen Filialen für einige Wochen in Frage stand und zumindest in Riesa über die Möglichkeit einer Übernahme durch St. Benno verhandelt worden war, wurde der Franchisevertrag mit Weltbild gelöst.

## Verlagsangebot
Im Verlag erscheint bis heute die katholische Wochenzeitung Tag des Herrn für die (Erz-)Diözesen Berlin, Dresden-Meißen, Erfurt, Görlitz und Magdeburg in einer Auflage von etwa 26.000 Exemplaren.
Der Buchverlag veröffentlicht derzeit etwa 200 Neuerscheinungen pro Jahr (incl. Nachauflagen).
Unter der Marke Vivat! betreibt der Verlag darüber hinaus einen konfessionellen Versandhandel, über den der Verlag eigene Bücher und Geschenk-Artikel sowie ausgewählte Bücher und Non-Book-Artikel anderer Verlage und Lieferanten vertreibt. Für diesen Bereich unterhält der Verlag ein eigenes Callcenter für Auftragsannahme und Kundenservice sowie eine eigene Auslieferung mit Hochregallager am Standort in Leipzig-Wahren.
Außerdem erstellt der St. Benno Verlag im Auftrag der Diözesen Erfurt und Magdeburg konfessionelle Hörfunkbeiträge für den privaten Rundfunk in Thüringen und Sachsen-Anhalt.
Seit dem Jahr 2005 erscheint beim St. Benno Verlag die Buchreihe Edition Radio Vatikan, die ein gemeinsames Projekt mit Radio Vatikan darstellt. Das erste Buch dieser Reihe wurde auf dem XX. Weltjugendtag in Köln präsentiert. Darüber hinaus betreibt der Verlag das Online-Informationssystem kathweb.de.